# 派恩普雷里
派恩普雷里（英語：Pine Prairie）是美国路易斯安那州下属的一座村镇。根据2010年美国人口普查，该市有人口1,610人。建置上，属于“village”。